# Павел Бохнєвич
Павел Бохнєвич (пол. Paweł Bochniewicz, нар. 30 січня 1996, Дембиця) — польський футболіст, захисник нідерландського «Геренвена» і національної збірної Польщі.

## Клубна кар'єра
Народився 30 січня 1996 року в Дембиці. Починав займатися футболом на батьківщині, а 2012 року перебрався до академії італійської «Реджини».
У дорослому футболі дебютував 2013 року виступами за головну команду «Реджини» на рівні Серії B.
2014 року приєднався до «Удінезе», звідки відразу ж був відданий в оренду до «Гранади», у структурі якої, утім. протягом двох сезонів грав за другу команду, що змагалася на рівні третього іспанського дивізіону.
Повернувшись 2017 року з оренди до «Удінезе», провів за його команду дві гри на Кубок Італії, після чого повернувся на батьківщину, ставши на початку 2018 року гравцем «Гурника» (Забже).
2020 року знову попрямував за кордон, уклавши контракт з нідерландським «Геренвеном».

## Виступи за збірні
2012 року дебютував у складі юнацької збірної Польщі (U-17), загалом на юнацькому рівні взяв участь у 28 іграх, відзначившись 2 забитими голами.
Протягом 2016–2019 років залучався до складу молодіжної збірної Польщі. На молодіжному рівні зіграв у 13 офіційних матчах.
Восени 2020 року дебютував в офіційних матчах у складі національної збірної Польщі.
| Дата       | Місто   | Господарі | Результат | Гості     | Турнір            | Голи | Примітки |
| ---------- | ------- | --------- | --------- | --------- | ----------------- | ---- | -------- |
| 7-10-2020  | Гданськ | Польща    | 5 – 1     | Фінляндія | товариський матч  | -    | 46'      |
| 11-11-2020 | Хожув   | Польща    | 2 – 0     | Україна   | товариський матч  | -    |          |
| 17-11-2023 | Варшава | Польща    | 1 – 1     | Чехія     | Відбір до ЧЄ 2024 | -    | 36' 58'  |
| Усього     |         | Матчів    | 3         |           | Голів             | 0    |          |